# Inés Echeverría Bello
Inés Echeverría Bello ou Inés Echeverría de Larraín, née à Santiago du Chili le 22 décembre 1868 où elle est morte le 13 janvier 1949, connue sous les pseudonymes d'Iris, Inés Bello ou encore Arc-en-ciel, est une romancière, essayiste et journaliste chilienne, active de 1904 jusqu'à sa mort.
Elle est la figure la plus représentative du Spiritualisme d'Avant-garde et une des principales femmes du Féminisme Aristocratique de son époque.

## Biographie

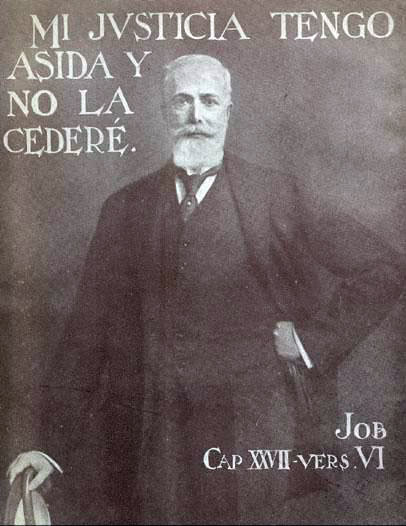
Joaquín Larraín Alcalde, son époux.

Elle nait au sein d’une famille de la grande bourgeoisie. Elle est l’arrière-petite-fille d’Andrés Bello, étant l’unique fille de Félix Echeverría y Valdés et de son épouse Inés Bello y Reyes. À sa naissance, sa mère meurt des suites de l’accouchement. Elle est donc élevée par sa tante paternelle Dolores Echeverría y Valdés.
Elle est cousine de Rebeca Matte Bello et demi-sœur de Vicente Echeverría Larraín, journaliste et diplomate. En plus d’être l’amie intime d’Eliodoro Yáñez et Arturo Alessandri, avec qui elle collabore à partir des années 1910.
A la fin du XIXe siècle, les familles aisées élevaient encore leurs filles dans leur foyer par l’intermédiaire d'institutrices, bien que l’éducation scolaire féminine ait été instauré par quelques congrégations à la même époque, et que l’autorisation pour que les femmes puissent accéder à l’université a été décrétée en 1877 (décret Amunátegui). De par la nature conservatrice et catholique de la famille Echeverría, Inés a été élevée à l’ancienne : religion, musique, broderie, français et anglais.
Le 10 avril 1892 elle se marie avec le capitaine d'Armée Joaquín Larraín Alcalde, fils de José Patricio Larraín Gandarillas et de Carolina Alcalde Velasco. Ils s’installent dans la maison paternelle d’Inés ; de ce mariage naissent quatre filles : Rebeca, Iris, Luz et Inesita.

## Production littéraire
Dès toute petite, elle commence un journal intime, qu’elle écrit en français. Elle déclare une fois adulte durant une interview donnée à Amanda Labarca en 1915, qu’elle préfère cette langue au castillan, car cette dernière est la langue qui représente la société qui opprime la  femme, en plus d'être la langue de la cuisinière. Toutefois, la plus grande partie de son œuvre a été écrite en castillan. Elle n’a jamais vécu à l’étranger, même si elle a passé de longues périodes dans divers lieux d’Europe, principalement à Paris, et a fait également un pèlerinage à Jérusalem.    
Catholique jusqu'à la trentaine, elle commence sa transformation théosophique et spiritualiste au début du XXe siècle, même si elle n’a jamais perdu son attachement aux figures chrétiennes qui pour elles étaient capitales.
Inès Echeverria Bello a été une rebelle face aux conventions conservatrices de sa classe sociale par rapport au rôle de la femme. En 1904, elle publie le livre Vers l’Orient de manière anonyme. Après elle utilise plus communément le pseudonyme Iris, mais aussi Inés Bello et Rainbow.
La seule œuvre qu’elle publie avec son vrai nom est Por él, un livre dans lequel elle témoigne de toutes les circonstances de la tragédie dans laquelle le mari de sa fille Rebecca, Roberto Barcelo, l'assassina. Le livre est en même temps une plaidoirie pour obtenir justice. Roberto Barcelo sera fusillé.    
Après un long voyage en Europe et en Terre Sainte, en 1905, puis la naissance de sa quatrième et dernière fille et la publication de son premier livre, elle initie dans sa maison, des après-midi littéraires auxquelles assiste l’élite intellectuelle de l’époque, telle que Augusto D'Halmar, Luis Orrego Luco, Hernán Díaz Arrieta (Alone), Joaquín Edwards Bello, Mariano Latorre, Luis Arrieta Cañas, Mariana Cox Méndez (Shade), Fernando Santiván, Teresa Prats, Vera Zouroff, entre autres.
En 1910, elle publie quatre livres qui ont secoué l’entourage par son contenu critique : Perfiles Vagos, Tierra Virgen, Emociones Teatrales y Hojas caidas.
En 1922, elle devient la première femme académicienne de la Faculté de Philosophie et Lettres de l’Université du Chili.
Selon quelques auteurs, son travail pourrait se catégoriser dans ce qu’on appelle le féminisme aristocratique, ou se trouve également quelques auteurs comme Vera Zouroff, Mariana Cox Méndez, Teresa Wilms Montt, María Luisa Fernández de García Huidobro et Ximena Morla Lynch, entre autres. Au total, elle publie 18 livres et une centaine d’articles dans des journaux, comme La Nación et El Mercurio, et dans des revues tels que Zig-Zag et La Familia, entre autres.

## Féminisme et participation politique
En 1915 Inès Echeverria Bello participe à la fondation du Club de Lecture, et entre 1916 et 1923, du Club des Dames, deux lieux où les femmes de l’aristocratie bourgeoise de la capitale chilienne pouvaient avoir des discussions intellectuelles, politiques. C’est dans ces lieux également où évoluera le mouvement féministe au début du XXe siècle. Ces femmes, en même temps, entrent dans une relation étroite avec la jeunesse avant-gardiste, des jeunes étudiants universitaires avec des intérêts artistiques, politiques et sociaux, qui ont généralement appuyé la candidature d’Alessandri pour 1920.
La participation à cette candidature populiste de la part d’Inès Echeverria et toute l’effervescence sociale et intellectuelle du moment est longuement racontée dans ses Mémoires, publiés après sa mort par sa petite-fille en 2005.

## Œuvres

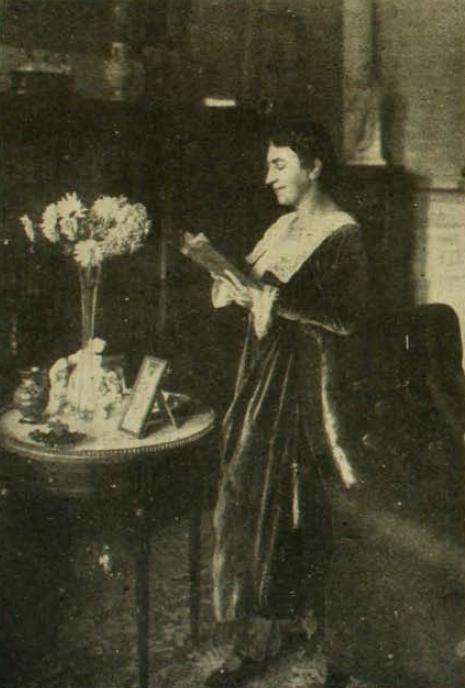
Inés Echeverría Bello.

- 1910 : Emociones teatrales, Santiago, Imprenta Barcelona
- 1910 : Hojas caídas, Santiago, Imprenta Universitaria
- 1914 : Entre deux mondes, Paris, Bernard Grasset éditeur
- 1918 : La Hora de queda, Santiago, Imprenta Universitaria
- 1930 : Cuando mi tierra nació, Santiago, Nascimento
- 1930 : Nuestra raza: a la memoria de Andrés Bello: su 4ª generación, Santiago, Universitaria
- vers 1932 : Alessandri: evocaciones y resonancias, Santiago, Empresa Letras
- 1934 : Por él, Santiago, Imprenta Universitaria
- 1937 : Entre dos siglos, Santiago, Eds. Ercilla
- 1942 : Cuando mi tierra era niña', Santiago, Nascimento, 2 vol
- 1943-1946 : Cuando mi tierra fue moza, Santiago, Nascimento, 3 vol
- 1948 : Au-delà-- :     poème de la doleur et de la mort: fragments d'un journal de la mort, Santiago, Imprenta La Sudamericana
- 1950 : Fue el enviado: no lo olvidemos, Santiago, Nascimento (posthume)
- 2005 : Memorias de Iris. 1899-1925, Santiago, Aguilar